# Hippophae goniocarpa
Hippophae goniocarpa là một loài thực vật có hoa trong họ Elaeagnaceae. Loài này được Y.S. Lian, et al. mô tả khoa học đầu tiên năm 2002.